# Karoline Schulze-Kummerfeld
Karoline Schulze-Kummerfeld (geboren 30. September 1742 in Wien; gestorben 20. April 1815 in Weimar) war eine deutsche Theaterschauspielerin.

## Leben
Karoline Schulze war die Tochter von Christian Schulze (8. November 1693 in Frankfurt (Oder) – 1757 in Freiberg) und dessen zweiter Frau, die er am 7. Dezember 1741 heiratete. Die Eltern waren Schauspieler, und Karoline trat bereits im Alter von drei Jahren in einer Kleinkindrolle auf. Nach dem Verlust eines Engagements in Wien zog der Vater über München, Erlangen und Fürth, gründete eine eigene Schauspieltruppe und tourte mit dieser durch Erlangen und Ingolstadt. Aufgrund mangelnden Erfolgs nahm der Vater auch Nebentätigkeiten als Künstler, Schauspiellehrer und Silhouettenschneider an, die Mutter übernahm Näharbeiten. Nach dem Verlust der eigenen Truppe nahmen die Eltern wieder Engagements bei anderen Truppen an: Unter Johann Schulz spielten sie in Passau, Regensburg und Nürnberg, unter Mayer in Luxemburg, unter Brunian in Würzburg, Eichstätt und Rothenburg, unter Joseph Felix von Kurz ab 1754 in Kolin und Regensburg, unter Locatelli in Prag, unter Filippo Nicolini in Braunschweig. 1756 bei Franz Schuch angestellt, übernahm Karoline erste größere Rollen in der Rolle als jugendliche Liebhaberin in Magdeburg, Potsdam, Stettin und Frankfurt/Oder. Unter der Bühnenleitung von Kirsch weitete sie ihr Repertoire aus, die Familie zog dann nach Freiberg, wo Christian Schulze starb. Karoline und ihre Mutter warben bei Döbbelin an, mit dem sie in Erfurt, Mainz, Köln und Düsseldorf auftraten.
1758 wurden die Frauen von Konrad Ernst Ackermann engagiert, in dessen Theater-Gesellschaft sie in Bern, Luzern, Straßburg, Colmar, Freiburg, Karlsruhe, Mainz, Kassel, Braunschweig, Hannover, Göttingen und schließlich Hamburg auftraten. Dort starb ihre Mutter; Karoline Schulze hatte zu diesem Zeitpunkt über fünfzig Mal ihren Wohnort gewechselt.
In Hamburg gelangte Schulze erstmals zu nachhaltigen Bühnenruhm durch ihre tragischen Rollen, z. B. in Lessings „Miss Sara Sampson“. Die berühmte Schauspielerin Hensel fürchtete die ihr unbekannte Zugereiste und begann mit der Gründung des Hamburger Nationaltheaters eine theatergeschichtliche Intrige, die zur Spaltung der Ackermannschen Gesellschaft führte, womit Schulze ihre Stelle verlor.

1767 wechselte Schulze darum zu der Theatergruppe von Koch in Leipzig. Dabei fiel sie auch dem jungen Goethe auf, der sich in seiner Beschreibung des Leipziger Theaters in seinen letzten Jahren besonders lebhaft an die Demoiselle Schulze erinnerte: 

„Sie war nicht groß, aber nett, schöne schwarze Augen und Haare, ihre Bewegungen und Recitationen vielleicht zu scharf, aber doch durch die Anmuth der Jugend gemildert.“

In Leipzig trat Karoline Schulze aber von der Bühne ab und vermählte sich am 24. Februar 1768 mit dem Bankangestellten Kummerfeld aus Hamburg. Diese Ehe brachte ihr das Schauspielerinnen verwehrte Bürgerrecht ein.
Nach dem Tod ihres Gatten mittellos geworden, trat Karoline Schulze-Kummerfeld ab Juli 1777 wieder auf, zunächst in Hamburg, dann Gotha, Mannheim, Innsbruck und Linz. 1784 war Schulze-Kummerfeld Teil der Schauspielertruppe von Joseph Bellomo in Weimar. Im Folgejahr beendete sie ihre Theaterlaufbahn endgültig und gründete in Weimar eine Nähschule. Zwischen 1792 und 1795 schrieb sie ihre Memoiren. Vor ihrem Tod 1815 übergab sie der weimarischen Apotheke das Rezept für ihr Schönheits-Hausmittel, das Kummerfeld’sche Waschwasser.

## Schriften
Am Arbeitsbereich Genderforschung des Friedrich-Meinecke-Instituts der FU Berlin wird unter der Historikerin Claudia Ulbrich an einer Gesamtausgabe der Schriften gearbeitet.
- Karoline Kummerfeld: Sämtliche Schriften. Band 1: Die Selbstzeugnisse (1782 und 1793). Hrsg. v. Claudia Ulbrich und Gudrun Emberger, unter Mitarbeit von Marc Jarzebowski. Köln 2021 (Selbstzeugnisse der Neuzeit, 27,1–2). ISBN 978-3-412-51939-1 (Volltext im Open Access).